# Suðurnes
Suðurnes és una de les regions d'Islàndia situada al sud-oest del país. Ocupa 829 km². Té més de 20.000 habitants i és una de les parts d'islàndia més densament poblades (24,5 habitants per km²). El centre administratiu és a Keflavík, que fa alguns anys es va fusionar amb la vila propera de Njarðvík per a formar Reykjanesbær, el qual és el segon assentament més gran després de la zona de Reykjavík. L'octubre de 2007 aquesta vila tenia 13.000 habitants.
Dins aquesta regió es troba l'Aeroport Internacional de Keflavík, el principal punt d'entrada a Islàndia i també el Llac blau geotermal.